# Xiphocolaptes
Xiphocolaptes és un gènere d'ocells de la família dels furnàrids (Furnariidae) que agrupa espècies natives de l'Amèrica tropical (Neotròpic), on es distribueixen des del sud de Mèxic a través d'Amèrica Central i del Sud fins al centre nord d'Argentina.

## Descripció
El present és un grup de grimpa-soques molt grossos que mesuren entre 28 i 31,5 cm de longitud, i principalment es troben en boscos humits i montans, a excepció del grimpa-soques bec d'argent (X. major) que prefereix boscos caducifolis; així com amb els del gènere Hylexetastes, totes les espècies són al·lopàtriques. El bec és robust, llarg i una mica corbat. Són arborícoles i usen la llarga cua com a suport per pujar troncs i branques, com els picots.

## Taxonomia i etimologia
El taxó Xiphocolaptes carajaensis va ser recentment descrit i no és reconegut per la majoria de les classificacions, que ho consideren la subespècie (X. p. carajaensis), a excepció del Comitè Brasiler de Registres Ornitològics (CBRO) que ho reconeix com a espècie plena des de 2014.
El nom genèric Xiphocolaptes es compon de les paraules del grec antic «ξιφος xiphos» que significa “espasa” i «κολαπτης kolaptēs», “picotejador”, en referència al gènere Colaptes.
Segons la Classificació del Congrés Ornitològic Internacional (versió 14.2, 2024) aquest gènere està format per 4 espècies:
- grimpa-soques becgròs - (Xiphocolaptes promeropirhynchus).
- grimpa-soques bigotut - (Xiphocolaptes falcirostris).
- grimpa-soques gorjablanc - (Xiphocolaptes albicollis).
- grimpa-soques bec d'argent - (Xiphocolaptes major).